# Sønderup (Slagelse Kommune)
 For alternative betydninger, se Sønderup. (Se også artikler, som begynder med Sønderup)
Sønderup er en landsby i Sydvestsjælland med 205 indbyggere i byområdet (2018). Sønderup er beliggende i Sønderup Sogn seks kilometer øst for Havrebjerg og otte kilometer nord for Slagelse. Landsbyen tilhører Slagelse Kommune og er beliggende i Region Sjælland.
Sønderup Kirke ligger i landsbyen.